# Стара Казмаска
Стара Казма́ска (рос. Старая Казмаска) — присілок в Зав'яловському районі Удмуртії, Росія.
Знаходиться біля автошляху Іжевськ-Гольяни-Сарапул, на обох берегах річки Руська Казмаска, лівій притоці Позимі.

## Населення
Населення — 83 особи (2010; 98 в 2002).
Національний склад станом на 2002 рік:
- удмурти — 75 %

## Історія
До 1954 року присілок було центром Казмаської сільради, яка пізніше була приєднана разом із Ільїнською сільрадою до Новомартьяновської.

## Урбаноніми[4]
- вулиці — Гудріпал, Зарічна, Ільїнська, Орешникова, Орешниковська, Центральна